# Alessia Cara
Pour les articles homonymes, voir Cara.
Alessia Caracciolo, dite Alessia Cara, née le 11 juillet 1996 à Brampton, en Ontario, est une chanteuse canado-italienne.
Signée sur le label discographique Def Jam Recordings, elle est surtout connue pour son titre Here issu de son premier album Know-It-All (2015). En 2015, elle est sélectionnée pour le BBC Sound of 2016, elle arrive 2e après le chanteur Jack Garratt. En janvier 2018, elle remporte le Grammy Award du meilleur nouvel artiste. Elle a fait la première partie de Shawn Mendes durant sa tournée Shawn Mendes The Tour en 2019 pour l’Europe et l’Amérique du Nord.

## Biographie

### 1996–2013: Jeunesse
Alessia Caracciolo vient de Brampton, Ontario, où elle a fréquenté l'école secondaire catholique Cardinal Ambrozic. Sa famille vient de Calabre. Son père est né au Canada de parents italiens et sa mère est une immigrante italienne. Elle parle italien. Enfant, elle a écrit de la poésie et fait du théâtre. Elle a commencé à jouer de la guitare à l’âge de 10 ans et a appris à jouer diverses chansons. À l’âge de 13 ans, elle a commencé sa propre chaîne Youtube où elle a posté des reprises de chansons qu’elle a jouées. 

### 2014–2017: Début de carrière

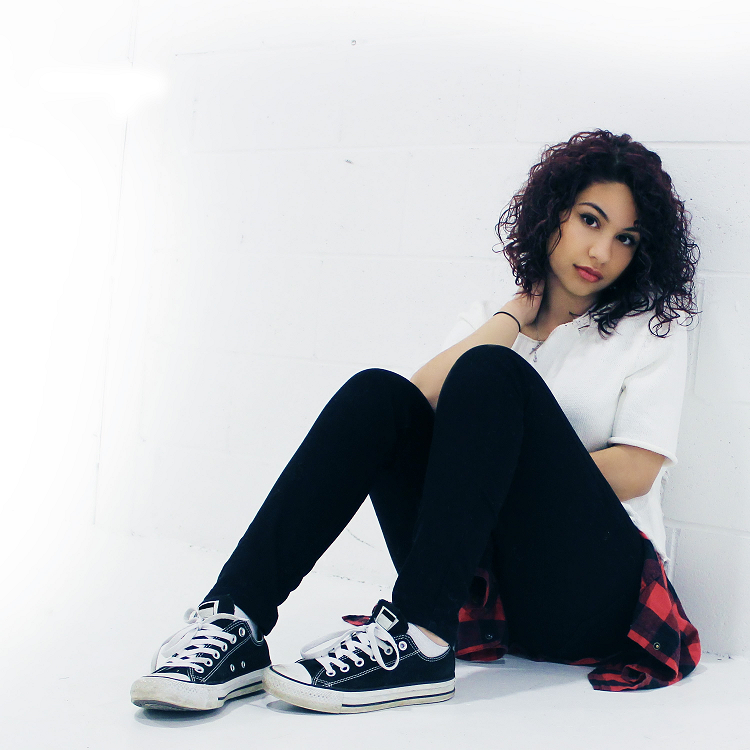
Photo promotionnelle de Cara en 2015.

Le 27 avril 2015, Alessia Cara sort son premier single, Here. Aux États-Unis, il se classe à la première place du Top 40 Mainstream et du Top Hot R&B/Hip-Hop Songs et à la cinquième place du Billboard Hot 100,. Le 31 octobre, elle l'interprète en duo avec Taylor Swift lors de la dernière date nord-américaine de la tournée de cette dernière, The 1989 World Tour.
Son premier album Know-It-All sort le 13 novembre 2015 sur le label Def Jam Recordings et se classe à la neuvième place du Billboard 200. Elle le défend sur scène durant sa première tournée qu'elle nomme Know-It-All Tour et pour laquelle elle reçoit des commentaires élogieux de la part des critiques. Elle assure aussi la première partie du groupe Coldplay, durant la partie nord-américaine de leur tournée A Head Full of Dreams Tour.
À l'occasion de la sortie du film d'animation Disney de 2016 Vaiana : La Légende du bout du monde, elle enregistre sa propre version de la chanson How Far I'll Go (en). En décembre 2016, le DJ Zedd et Alessia Cara annoncent travailler ensemble et enregistrer une chanson en studio. Ils sortent leur single Stay le 23 février 2017. Le magazine Forbes la classe dans sa liste « 30 Under 30 » de 2017,.

### Depuis 2018:The Pains of Growing, son deuxième album etThis Summer, son deuxième EP

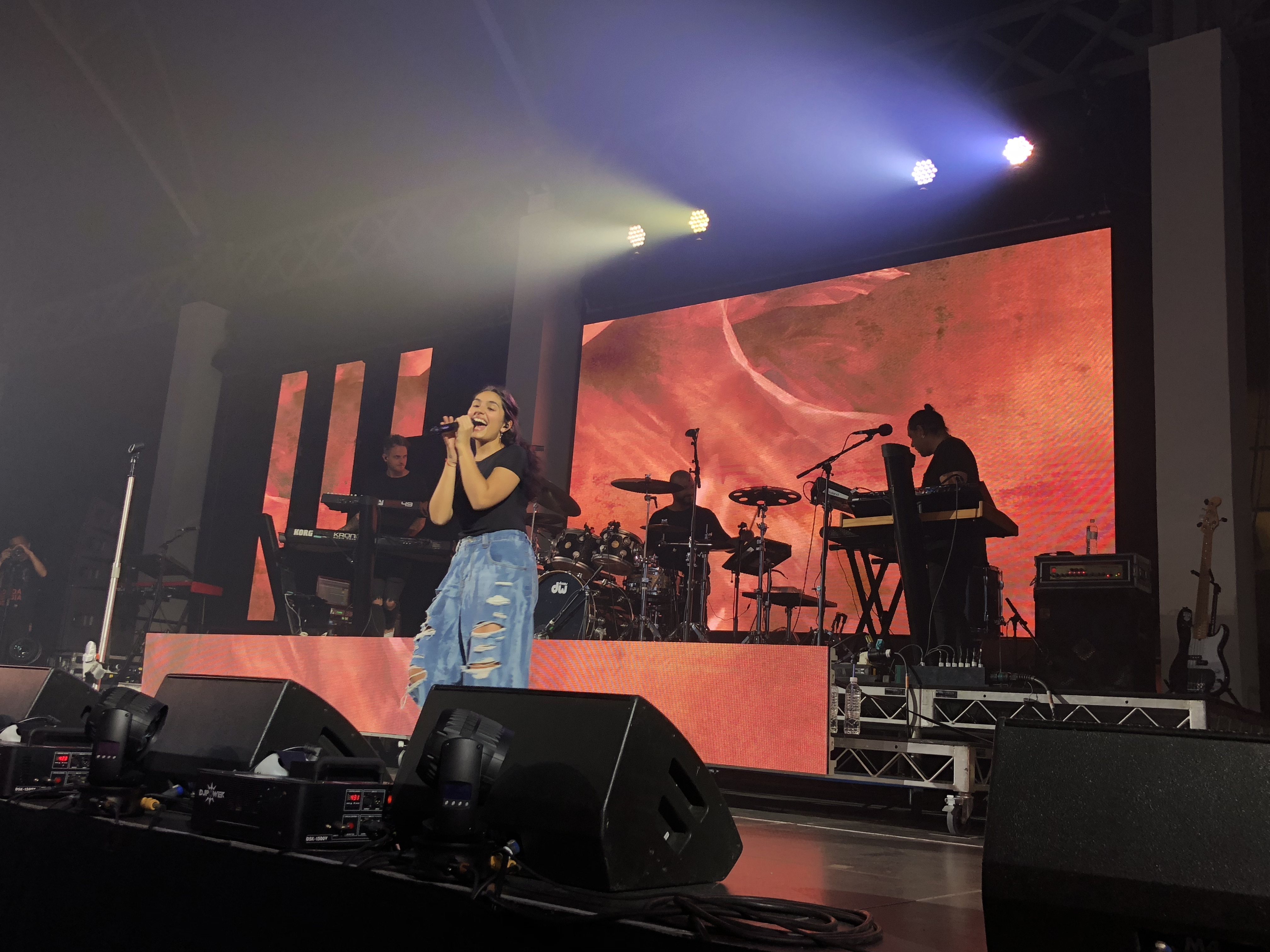
Cara se produit à Sydney, Australie en 2018.

Son deuxième album, The Pains of Growing (en), sort le 30 novembre 2018. En novembre et décembre, elle fait partie des artistes à l'affiche de la tournée promotionnelle annuelle iHeartRadio Jingle Ball Tour. Out of Love extrait de son album, The Pains of Growing, est utilisé pour le film After : Chapitre 1, adaptation du roman à succès d'Anna Todd.
Alec Benjamin enregistre une nouvelle version de son single Let Me Down Slowly (en) avec Alessia Cara. Le clip vidéo de cette collaboration est posté le 6 février 2019. Elle assure la même année la première partie du chanteur Shawn Mendes lors des parties nord-américaine et européenne de sa tournée Shawn Mendes: The Tour (en). Durant l'été 2019, elle sort son deuxième EP dont le titre October raconte son aventure au sein du Shawn Mendes The Tour.

## Vie privée
Alessia Cara a révélé à différentes occasions qu’elle fait l’expérience de la synesthésie, qu'elle a de la kératose pilaire et une alopécie areata.
Elle a entretenu une relation avec son collègue auteur-compositeur Kevin Garrett de 2016 à 2018.

## Style et influences artistiques
Cara est une chanteuse R&B et alternative R&B. Elle crée également de la musique dans les genres pop, soul et indie pop. Ses influences comprennent Lauryn Hill, Amy Winehouse, Pink, Fergie, Drake et Ed Sheeran.

## Discographie

### Albums studio
- 2015 : Know-It-All
- 2018 : The Pains of Growing (en)
- 2021 : In the Meantime (en)
- 2025 : Love & Hyperbole (en)

### EPs
- 2015 : Four Pink Walls (en)
- 2019 : This Summer (en)

### Singles
- 2015 : Here
- 2015 : Wild Things
- 2016 : Scars to Your Beautiful
- 2016 : How Far I'll Go (en)
- 2017 : Stay
- 2018 : Growing Pains (en)
- 2018 : Trust My Lonely (en)
- 2019 : Out of Love (en)
- 2019 : Ready (en)
- 2019 : Rooting for You (en)

### Collaborations
- 2016 : Wild de Troye Sivan feat. Alessia Cara
- 2017 : 1-800-273-8255 de Logic feat. Alessia Cara et Khalid
- 2019 : Let Me Down Slowly (en) d'Alec Benjamin feat. Alessia Cara
- 2019 : Another Place (en) de Bastille feat. Alessia Cara
- 2021 : Enter Sandman avec The Warning (figure sur The Metallica Blacklist célébrant les 30 ans du black album de Metallica)

## Tournées

### Comme artiste principale
- 2016 : Know-It-All Tour
- 2019 : The Pains of Growing Tour

### Comme première partie
- 2016 : A Head Full of Dreams Tour de Coldplay
- 2019 : Shawn Mendes: The Tour (en) de Shawn Mendes

### Tournée promotionnelle
- 2018 : iHeartRadio Jingle Ball Tour (en)

## Filmographie
- 2020 : La Famille Willoughby (The Willoughbys) de Kris Pearn et Cory Evans : Jane Willoughby (voix)

## Distinctions

### Récompenses
- 5e cérémonie des Streamy Awards : meilleure chanson originale pour Here.
- 46e cérémonie des Prix Juno : révélation de l'année (en).
- 33e cérémonie des ASCAP Pop Music Awards : sélection parmi les chansons ayant marqué l'année pour Here.
- 19e cérémonie des Canadian Radio Music Awards (en) : meilleur nouvel artiste CHR (en)
- 26e cérémonie des SOCAN Awards : révélation de l'année.
- 47e cérémonie (en) des Prix Juno : album pop de l'année pour Know-It-All.
- 20e cérémonie des Canadian Radio Music Awards : meilleur nouvel artiste AC.
- 12e cérémonie (en) des Radio Disney Music Awards : révélation de l'année (en).
- 34e cérémonie des MTV Video Music Awards :
  - Meilleure vidéo dance pour Stay avec Zedd.
  - Meilleur clip vidéo engagé pour Scars to Your Beautiful.
- 60e cérémonie des Grammy Awards : meilleur nouvel artiste.
- 5e cérémonie (en) des iHeartRadio Music Awards : chanson dance de l'année pour Stay avec Zedd.
- 35e cérémonie des ASCAP Pop Music Awards :
  - sélection parmi les chansons ayant marqué l'année pour 1-800-273-8255 avec Logic et Khalid.
  - sélection parmi les chansons ayant marqué l'année pour Stay avec Zedd.
- 5e cérémonie (en) des MuchMusic Video Awards : vidéo de l'année pour 1-800-273-8255 avec Logic et Khalid.
- 25e cérémonie (en) des MTV Europe Music Awards : Best World Stage Performance (en) pour le MTV Spotlight à Hyperplay.

### Nominations
En 2018, Alessa Cara devient la première artiste canadienne à remporter un Grammy Award dans la catégorie « Meilleur Nouvel Artiste ». Elle a également été nommée aux American Music Awards et aux Billboard Music Awards. Elle a remporté un prix aux iHeartRadio Music Awards, cinq aux Juno Awards, deux aux MTV Video Music Awards et un MTV Europe Music Award.